# Étampes-sur-Marne
Pour les articles homonymes, voir Étampes.
Étampes-sur-Marne est une commune française située dans le département de l'Aisne en région Hauts-de-France.

## Géographie

### Situation
La commune est située face à Château-Thierry, sur la rive gauche de la Marne.
| Château-Thierry |                   | Chierry            |
|                 | Étampes-sur-Marne |                    |
| Nogentel        |                   | Nesles-la-Montagne |

Jusqu'au rude hiver de 1879 qui a tout détruit, les coteaux de la commune d'Étampes-sur-Marne étaient couverts d'arbres fruitiers : noyers, pruniers, pêchers, cerisiers et pommiers. Les récoltes étaient majoritairement acheminées vers les Halles de Paris. Quant à la vigne, très ancrée sur le territoire, elle a donné depuis plusieurs siècles, plusieurs générations de vignerons. On en comptait environ 17 en 1760.

### Voies de communication et transports
La gare de Château-Thierry dessert la commune.

### Hydrographie
La commune est située dans le bassin Seine-Normandie. Elle est drainée par l'aqueduc de la Dhuis et le ru de Nesles,,.
L'aqueduc de la Dhuis est un un aqueduc souterrain d'Île-de-France et d'Aisne, construit entre 1863 et 1865. Il sert à fournir en eau les communes du Val d'Europe, dont le complexe Disneyland Paris à l'est de l'Île-de-France.

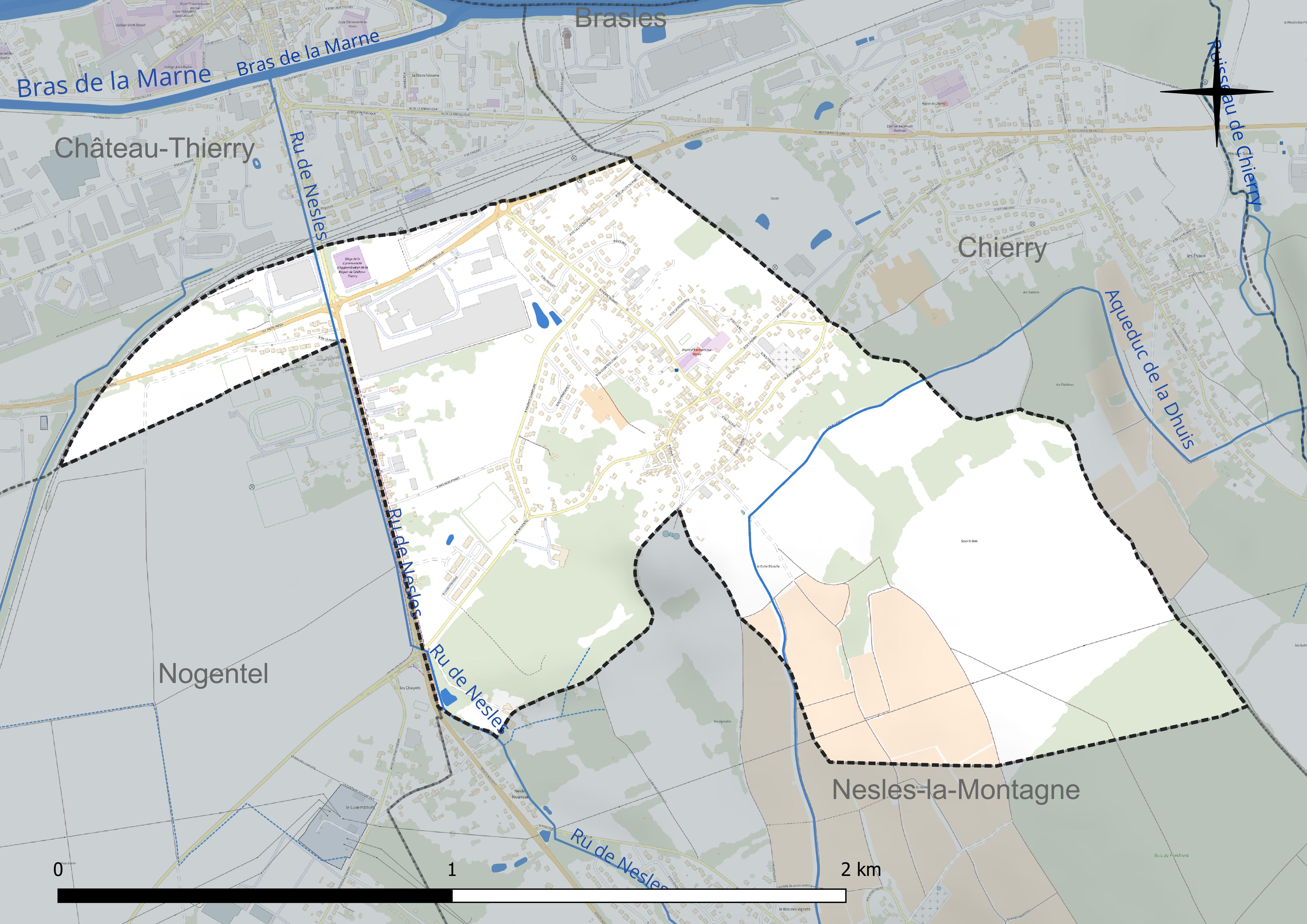
Réseau hydrographique d'Étampes-sur-Marne.

### Climat
Pour des articles plus généraux, voir Climat des Hauts-de-France et Climat de l'Aisne.
En 2010, le climat de la commune est de type climat océanique dégradé des plaines du Centre et du Nord, selon une étude du CNRS s'appuyant sur une série de données couvrant la période 1971-2000. En 2020, Météo-France publie une typologie des climats de la France métropolitaine dans laquelle la commune est exposée à un climat océanique altéré et est dans la région climatique Nord-est du bassin Parisien, caractérisée par un ensoleillement médiocre, une pluviométrie moyenne régulièrement répartie au cours de l'année et un hiver froid (3 °C).
Pour la période 1971-2000, la température annuelle moyenne est de 10,6 °C, avec une amplitude thermique annuelle de 15,4 °C. Le cumul annuel moyen de précipitations est de 737 mm, avec 11,4 jours de précipitations en janvier et 8,5 jours en juillet. Pour la période 1991-2020, la température moyenne annuelle observée sur la station météorologique la plus proche, située sur la commune de Blesmes à 2 km à vol d'oiseau, est de 10,6 °C et le cumul annuel moyen de précipitations est de 713,0 mm,. Pour l'avenir, les paramètres climatiques de la commune estimés pour 2050 selon différents scénarios d'émission de gaz à effet de serre sont consultables sur un site dédié publié par Météo-France en novembre 2022.

## Urbanisme

### Typologie
Au 1er janvier 2024, Étampes-sur-Marne est catégorisée ceinture urbaine, selon la nouvelle grille communale de densité à 7 niveaux définie par l'Insee en 2022.
Elle appartient à l'unité urbaine de Château-Thierry, une agglomération intra-départementale dont elle est une commune de la banlieue,. Par ailleurs la commune fait partie de l'aire d'attraction de Paris, dont elle est une commune de la couronne,.

### Occupation des sols
L'occupation des sols de la commune, telle qu'elle ressort de la base de données européenne d'occupation biophysique des sols Corine Land Cover (CLC), est marquée par l'importance des territoires agricoles (51,2 % en 2018), une proportion identique à celle de 1990 (51,2 %). La répartition détaillée en 2018 est la suivante : 
terres arables (40,6 %), zones urbanisées (22,5 %), forêts (14,2 %), zones industrielles ou commerciales et réseaux de communication (12,1 %), cultures permanentes (8,4 %), zones agricoles hétérogènes (2,2 %).
L'évolution de l'occupation des sols de la commune et de ses infrastructures peut être observée sur les différentes représentations cartographiques du territoire : la carte de Cassini (XVIIIe siècle), la carte d'état-major (1820-1866) et les cartes ou photos aériennes de l'IGN pour la période actuelle (1950 à aujourd'hui).

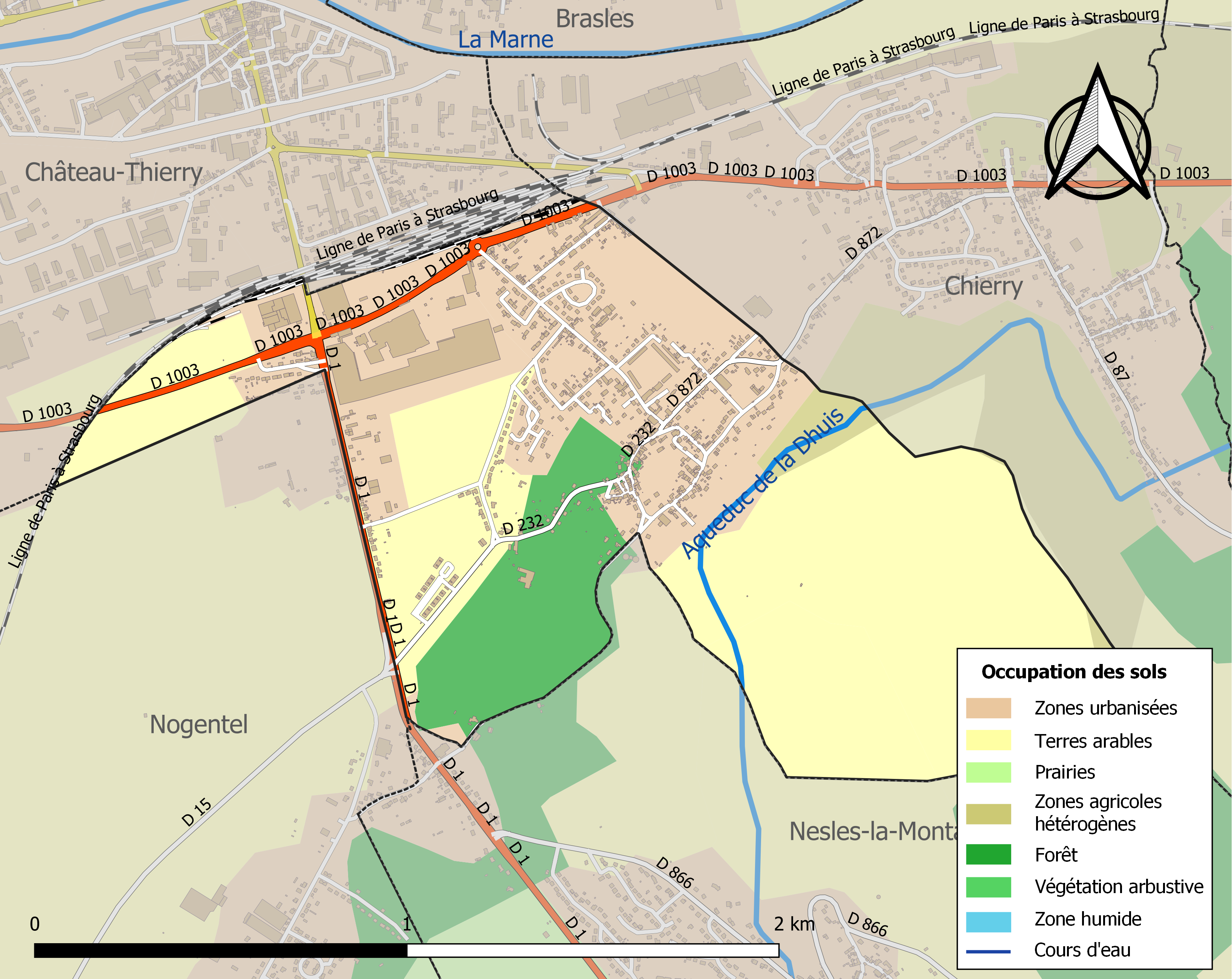
Carte de l'occupation des sols de la commune en 2018 (CLC).

## Toponymie
Le nom de la localité est attesté sous les formes Stapula (XIIe siècle) ; Estampes (1421) ; Estamples (1427) ; Estempes (1529) ; Étampes-sur-Marne en 1912.
Il y a accord sur l'étymologie pour dire qu'Étampes est  issu d'un dérivé germanique *stampon d'où procède l'allemand actuel stampfen « écraser, piétiner, renverser » et l'ancien français  estamper « écraser, piler ». Cependant la signification du nom d'Étampes reste discutée. Il peut signifier pour certains « (fermes) renversées, détruites », pour d'autres il signifierait plus vraisemblablement « lieu aménagé pour fouler », une sorte de moulin, ou « foulerie de grains » ou « grand pressoir ». Le nom d'Étampes se serait formé à partir de Stampae ou Stampas, ce qui signifierait que c'était un lieu où l'on battait monnaie, et probablement celle de Château-Thierry.
La commune est située sur la rive gauche de la Marne, une rivière française située à l'est du bassin parisien. C'est le principal affluent de la Seine.

## Histoire
Les fondations du château datent du siècle d'Henri III, soit du XVIe siècle. Résidence des seigneurs successifs d'Étampes. Messire Jehan de Boitours a été le premier seigneur d'Étampes, lieutenant pour le roi en la ville et duché de Château-Thierry. Plusieurs générations de Pinterel lui ont succédé de la fin du XVIIe siècle jusqu'à la fin du XVIIIe.
Comme tous les villages avoisinants, Étampes possédait sa propre maladrerie (hôpital affecté aux personnes malades de la lèpre). Elle était située à la limite d'Étampes, de Nogentel et de Nesles. Par une ordonnance du roi Louis XIV datée de 1698, toutes les maladreries ont fusionné avec l'Hôtel-Dieu de Château-Thierry.

## Politique et administration

### Découpage territorial
La commune d'Étampes-sur-Marne est membre de la communauté d'agglomération de la Région de Château-Thierry, un établissement public de coopération intercommunale (EPCI) à fiscalité propre créé le 1er janvier 2017 dont le siège est à Étampes-sur-Marne. Ce dernier est par ailleurs membre d'autres groupements intercommunaux.
Sur le plan administratif, elle est rattachée à l'arrondissement de Château-Thierry, au département de l'Aisne et à la région Hauts-de-France. Sur le plan électoral, elle dépend du  canton de Château-Thierry pour l'élection des conseillers départementaux, depuis le redécoupage cantonal de 2014 entré en vigueur en 2015, et de la cinquième circonscription de l'Aisne  pour les élections législatives, depuis le dernier découpage électoral de 2010.

### Administration municipale

#### Liste des maires
| Période                                  | Période                       | Identité                   | Étiquette | Qualité                         |
| ---------------------------------------- | ----------------------------- | -------------------------- | --------- | ------------------------------- |
| Les données manquantes sont à compléter. |                               |                            |           |                                 |
| avant 1875                               | après 1876                    | Fabre                      |           |                                 |
| ...                                      | ...                           | Christophe Olympe de Nervo |           | contre-amiral                   |
| Les données manquantes sont à compléter. |                               |                            |           |                                 |
| 1952                                     | 1953                          | Maurice Eugène Marly       |           |                                 |
| 1953                                     | juin 1958                     | Louis Albert Gerardin      |           |                                 |
| 1958                                     | juin 1965                     | André Douchy               |           |                                 |
| 1965                                     | juin 1971                     | Camille Cocu               |           |                                 |
| 1971                                     | juin 1978                     | Maurice Champlon           |           |                                 |
| 1978                                     | juin 1995                     | André Jumain               |           |                                 |
| juin 1995                                | mars 2001                     | Jean-Pierre Mariotte       |           |                                 |
| mars 2001                                | mars 2008                     | Jean-Louis Mytych          |           |                                 |
| mars 2008                                | En cours (au 12 juillet 2020) | Jean-Luc Magnier           | DVG       | Réélu pour le mandat 2020-2026, |

## Population et société

### Démographie
L'évolution du nombre d'habitants est connue à travers les recensements de la population effectués dans la commune depuis 1793. Pour les communes de moins de 10 000 habitants, une enquête de recensement portant sur toute la population est réalisée tous les cinq ans, les populations de référence des années intermédiaires étant quant à elles estimées par interpolation ou extrapolation. Pour la commune, le premier recensement exhaustif entrant dans le cadre du nouveau dispositif a été réalisé en 2005.

En 2022, la commune comptait 1 331 habitants, en évolution de +5,8 % par rapport à 2016 (Aisne : −1,97 %, France hors Mayotte : +2,11 %).
| 1793 | 1800 | 1806 | 1821 | 1831 | 1836 | 1841 | 1846 | 1851 |
| ---- | ---- | ---- | ---- | ---- | ---- | ---- | ---- | ---- |
| 246  | 292  | 275  | 263  | 276  | 292  | 354  | 322  | 408  |

| 1856 | 1861 | 1866 | 1872 | 1876 | 1881 | 1886 | 1891 | 1896 |
| ---- | ---- | ---- | ---- | ---- | ---- | ---- | ---- | ---- |
| 380  | 416  | 307  | 296  | 346  | 341  | 426  | 351  | 410  |

| 1901 | 1906 | 1911 | 1921 | 1926 | 1931 | 1936 | 1946 | 1954 |
| ---- | ---- | ---- | ---- | ---- | ---- | ---- | ---- | ---- |
| 413  | 445  | 572  | 649  | 796  | 751  | 762  | 688  | 808  |

| 1962 | 1968  | 1975  | 1982  | 1990  | 1999  | 2005  | 2006  | 2010  |
| ---- | ----- | ----- | ----- | ----- | ----- | ----- | ----- | ----- |
| 880  | 1 363 | 1 224 | 1 246 | 1 358 | 1 313 | 1 242 | 1 235 | 1 164 |

| 2015  | 2020  | 2022  | - | - | - | - | - | - |
| ----- | ----- | ----- | - | - | - | - | - | - |
| 1 259 | 1 331 | 1 331 | - | - | - | - | - | - |

## Économie
La commune est le siège de la manufacture d'instruments de musique PGM Couesnon, entreprise du patrimoine vivant depuis 2012, comptant une dizaine d'employés en 2019.

## Culture locale et patrimoine

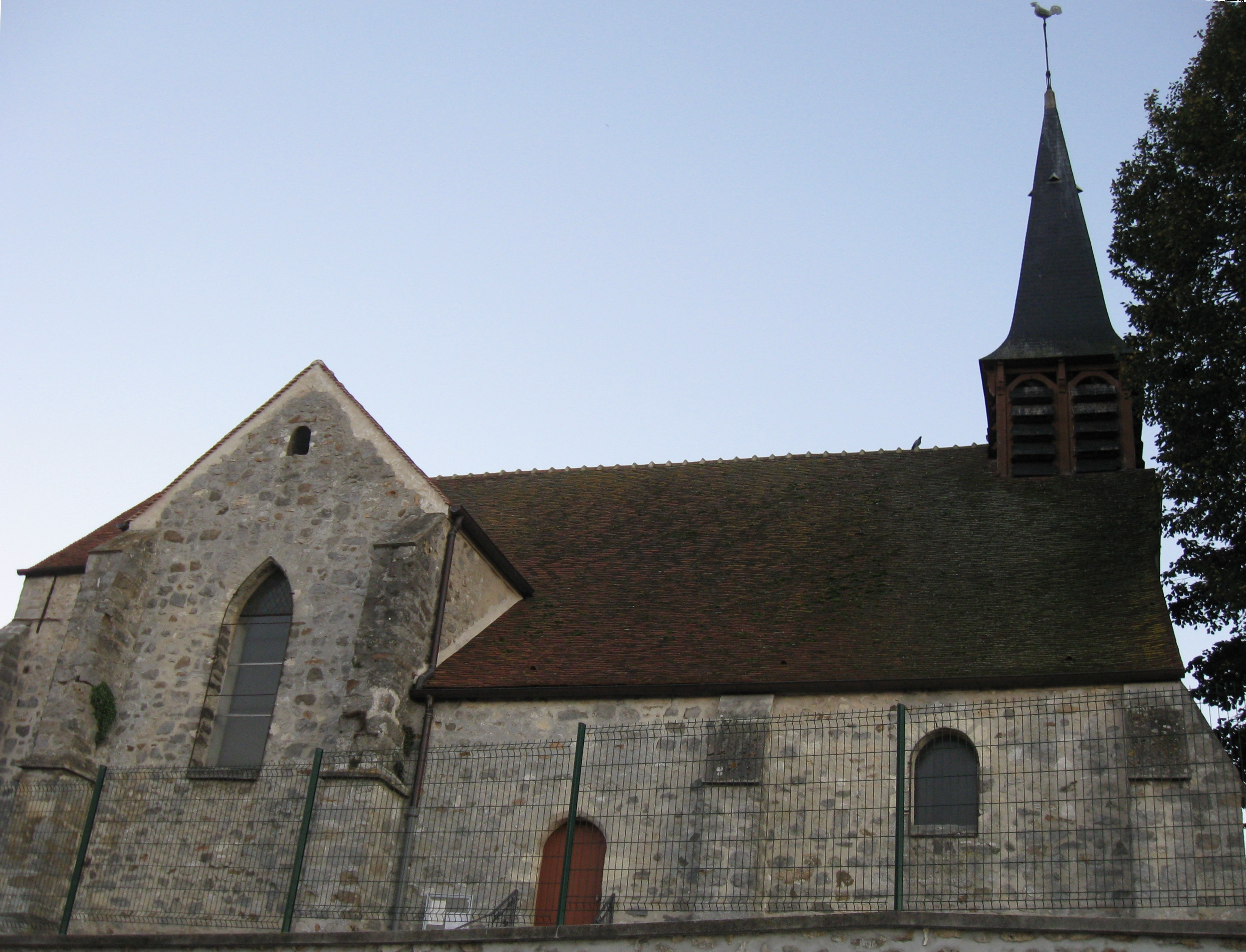
L'église Sainte-Marie-l'Assomption.

### Lieux et monuments
- Église Notre-Dame-de-l'Assomption, située à mi-coteau face à la gare de Château-Thierry. L'église de plan rectangulaire comprend une nef flanquée de bas-côtés, deux bras de transept et un chœur étroit et carré à chevet droit. Le clocher en charpenterie est au-dessus de la façade. L'église, dédiée seulement à Notre-Dame sous l'Ancien Régime, abrite plusieurs plaques funéraires de la famille PINTEREL, seigneurs d'Étampes au XVIIIe, ainsi que l'épitaphe-donation de Thomas MOUROY (XVIIe) ornée de l'inscription : « Cy gist Honorable Thomas Pierre Mauroy en son vivant capitaine du charroi de l'artillerie de sa majesté lequel a donné à l'église de Céans une pièce de terre contenant soixante quinze perches, sise au terroir d'Etampes, au lieu-dit "Les Bretons" tenant d'un côté aux terres de l'église et de l'autre à Pierre d'Abigny, d'un bout au sieur Rose et de l'autre au clos des Héber, à la charge d'être (?) toujours à tous les quatre bons jours de l'an qui sont le jour de Toussaint, Noël et Pâques et l'Assomption de Notre-Dame d'août et une haute messe à (?) que les marguilliers tenus à la dite église de fournir linge, luminaire et payer le curé ou vicaire qui célébrera la dite messe. Lequel décéda le 28 de septembre 1614. Priez Dieu pour son âme ».

### Héraldique
| Blason de Étampes-sur-Marne | Blason  | De gueules au lion contourné d'argent accompagné en chef à dextre d'une croisette, à senestre d'une étoile et en pointe d'un besant, le tout d'or. Ornements extérieursCroix de guerre 1914-1918 |
| Blason de Étampes-sur-Marne | Détails | Blason adopté par la municipalité en 2003 |

## Pour approfondir